# Har Gobind Khorana
Har Gobind Khorana (9. siječnja, 1922. – Concord, Massachusetts, 9. studenog, 2011.) američki je molekularni biolog rođen u Indiji koji je 1968.g. dobio Nobelovu nagradu za fiziologiju ili medicinu (koju je podijelio s Robert W. Holley i Marshall W. Nirenberg) za svoj rad na tumačenju genskog koda i njegove uloge u sintezi proteina.

## Vanjske poveznice
- Nobelova nagrada - životopis